# Protosmia glutinosa
Protosmia glutinosa is een vliesvleugelig insect uit de familie Megachilidae. De wetenschappelijke naam van de soort is voor het eerst geldig gepubliceerd in 1871 door Giraud.